# Ayuntamiento de Liubliana

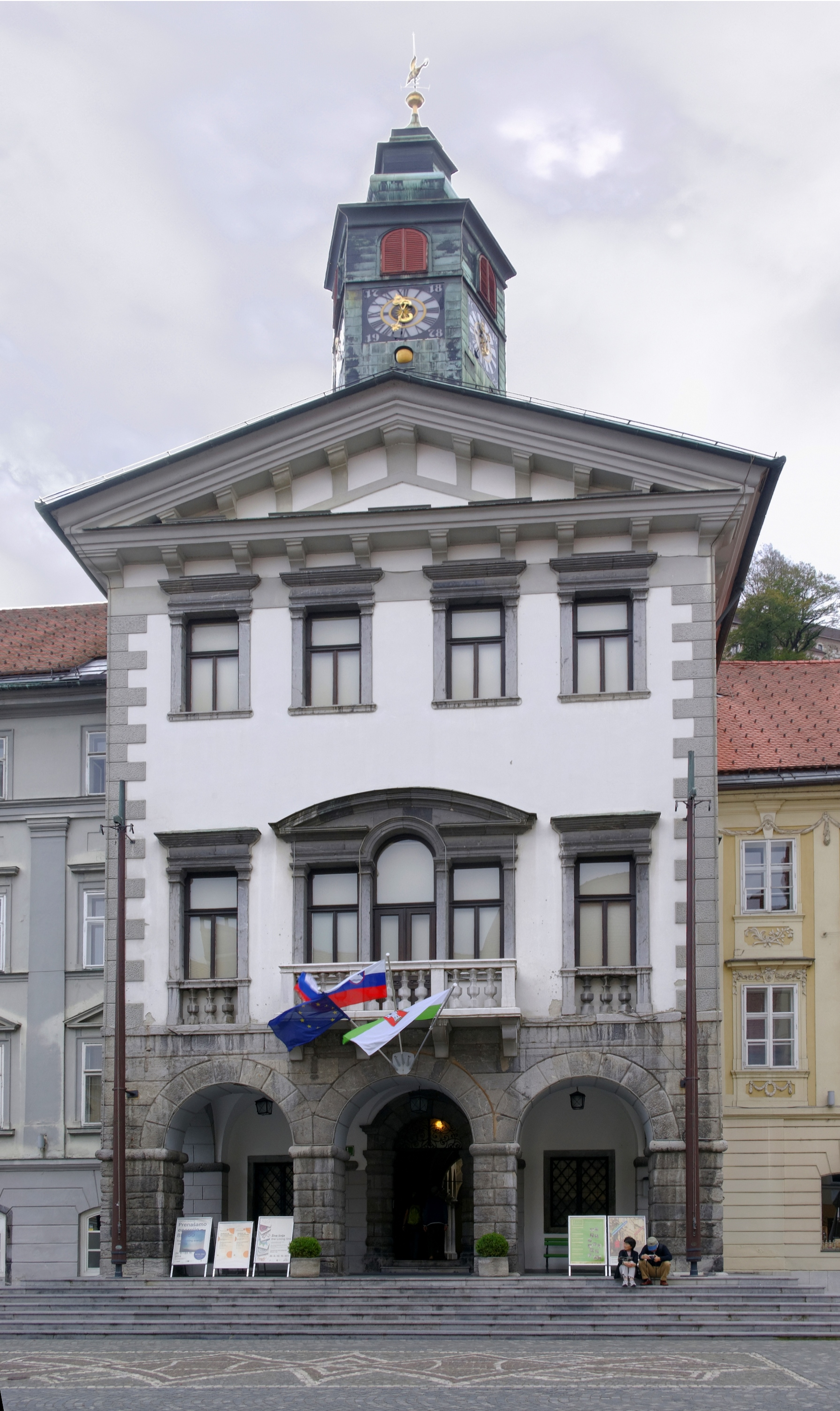
Ayuntamiento de Liubliana.

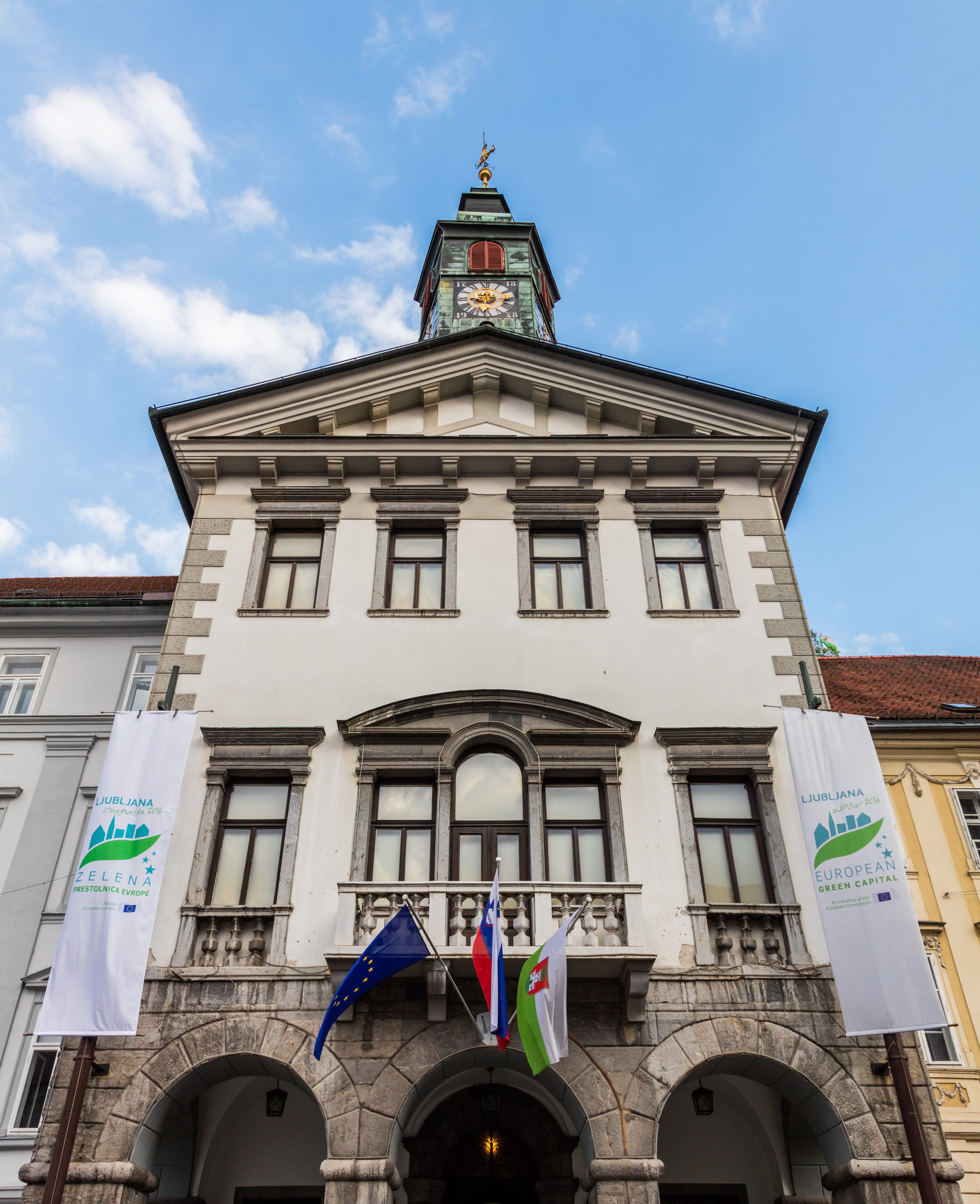
Vista inferior de la fachada.

El Ayuntamiento de Liubliana (en esloveno: Ljubljanska mestna hiša, también conocido como Ljubljanski rotovž o simplemente Rotovž o Magistrat) es el ayuntamiento de Liubliana, la capital de Eslovenia, y la sede del municipio-ciudad de Liubliana. Se encuentra en la Plaza de la Ciudad, en el centro, cerca de la catedral de Liubliana.
El edificio original fue construido en estilo gótico en 1484, probablemente según el proyecto del constructor carniolano Peter Bezlaj. Entre 1717 y 1719, el edificio fue sometido a una renovación barroca de inspiración veneciana dirigida por el constructor Gregor Maček, Sr., que siguió el proyecto del arquitecto italiano Carlo Martinuzzi y sus propios proyectos (el gablete, la logia y la escalera).
A mediados de la década de 1920, se erigió un monumento a Pedro I, rey de Serbia y primer rey de Yugoslavia, en la entrada del Ayuntamiento. El monumento, diseñado por el arquitecto Jože Plečnik, fue retirado y destruido por las autoridades de la ocupación de la Italia fascista de la provincia de Liubliana en abril de 1941.
En el exterior del ayuntamiento se encuentra una réplica de la Fuente de Robba, obra barroca de Francesco Robba. La obra original, finalizada en 1751, se encuentra en la Galería Nacional de Eslovenia.